# حلول إجابات المعرفة
حلول إجابات المعرفة في المغرب (بالإنجليزية: Answers Solutions Knowledge)‏ تعرف اختصارًا بـ (ASK) هي واحدة من الأقسام الأربعة للفرع المغربي للرابطة الدولية للطلاب في الاقتصاد والأعمال (بالفرنسية: Association des étudiants en sciences économiques et commerciales)‏. في كل عام تختار آيزيك موضوعًا اجتماعيًا ثقافيًا عالميًا، وتطبقه محليًا.

## التاريخ
تأسست آيزيك المغرب في عام 1986، وظهرت إلى حيز الوجود في كلية الدراسات العليا للإدارة الدولية (بالإنجليزية: Graduate School of International Management)‏ المعروفه باسم (ESIG) في الدار البيضاء. تقع مقرها في مدرسة Supinfo.

## حملة 2009
في عام 2009، اختار المنظمون تنظيم حملة لتحذير الشباب من مخاطر فيروس العوز المناعي البشري والإيدز. وبحسبهم يتم كسر المحرمات. والشباب المغربي ناضج بما فيه الكفاية، ومنفتح بحيث يتم تحذيره من مواضيع مثل النشاط الجنسي، والممارسات الخطيرة، وتعاطي المخدرات.
اختيرت ست مدارس في الرباط (مولاي يوسف، بن مبارك، الزهراء، ستواكي، دار السلام، Les Orangers) وأربع مدارس في الدار البيضاء (الجبر، وليوتي، ومحمد الخامس وLa Résidence). قال بطومة عضو AIESEC-Anfa، الواقع مقره في مدرسة Supinfo: «نريد أن نجعل الأمور أكثر متعة من خلال شرحها من قبل الشباب، ولكن من خلال كونها مباشرة».
تنقسم عملية ASK 2009، التي نظمت للشباب للصغار، إلى أربع مراحل على مدى ثلاثة أشهر. من 1 يناير إلى 16 يناير، ترحب آيزيك بالمتخصصين الشباب الذين سيعملون مع المدارس. ويضيف بطوم: «لأن هؤلاء الشباب هم أنفسهم طلاب، وهم من مناطق بعيدة. فإن هذا لا يمكن إلا أن يجذب انتباه طلابنا بشكل أفضل». انطلقت الحملة بحفل افتتاح يوم 17 يناير في المكتبة الوطنية بالرباط. واستمرت حتى 18 أبريل في الحفل الختامي.
عقد العديد من الدورات التدريبية للمتخصصين الدوليين والمحليين الذين تتراوح أعمارهم بين 18 و 25 عامًا. يتم تعليم أكثر من 100 طالب ليصبحوا مدربين مزدوجين. نظمت شبكة مدربين binome بالشراكة مع YPEER مؤتمرًا في 14 فبراير حول الإيدز والشباب في ESCA بتيسير من عبد الصمد، وهو مدرس شاب من YPEER / ALCS (شبكة تعليم الأقران الشباب / المجلس الأمريكي للجمعيات المتعلمة) كجزء من برنامج تدريبي. وعقد مؤتمر ثان في 7 آذار / مارس، ركز على نقاط الضعف والتغيرات في السلوك لدى الشباب.
أقيم الحفل الختامي على شكل مسرحيات، أنجزها الطلاب أنفسهم، بهدف جعل الشباب يتفاعلون، وإشراك جميع الممثلين المعنيين في هذا النقاش.

## روابط خارجية
- AIESEC المغرب
- الشباب الأقران